# Austrolimnophila candiditarsis
Austrolimnophila candiditarsis är en tvåvingeart som beskrevs av Alexander 1937. Austrolimnophila candiditarsis ingår i släktet Austrolimnophila och familjen småharkrankar. Inga underarter finns listade i Catalogue of Life.